# 10 dies sense la mama (pel·lícula de 2020)
10 dies sense la mama o La mare se'n va de viatge (originalment en francès, 10 jours sans maman) és una comèdia francesa dirigida per Ludovic Bernard, estrenada el 2020. S'ha doblat al català oriental central per a TV3 amb el títol de 10 dies sense la mama, i en valencià per a À Punt amb el nom de La mare se'n va de viatge.
Es tracta d'una nova versió de la comèdia argentina Mamá se fue de viaje estrenada el 2017.

## Repartiment
- Franck Dubosc: Antoine Mercier
- Aure Atika: Isabelle Mercier
- Alice David: Julia
- Alexis Michalik: Di Caprio
- Swann Joulin: Arthur Mercier
- Violette Guillon: Chloé Mercier
- Ilan Debrabant: Maxime Mercier
- Evan Paturel: Jojo Mercier
- Karina Marimon: Christiane
- Gaëlle Jeantet: Maria
- Daniel Martin: Roland Chassagne
- Laurent Bateau: Didier Richaud
- Helena Noguerra: Audrey